# پگی رایان
پگی رایان (انگلیسی: Peggy Ryan؛ ۲۸ اوت ۱۹۲۴ – ۳۰ اکتبر ۲۰۰۴) یک هنرپیشه اهل ایالات متحده آمریکا بود. وی بین سال‌های ۱۹۳۰ تا ۱۹۸۳ میلادی فعالیت می‌کرد.